# 槽渔滩镇
槽渔滩镇，是中华人民共和国四川省眉山市洪雅县下辖的一个乡镇级行政单位。

## 行政区划
槽渔滩镇下辖以下地区：
兴盛社区、胜利社区、顺河村、席草坪村、关顶村、文山村、青江村、徐嘴村、玉岚村和龙溪村。